# غوردون هايوارد
غوردون هايوارد (بالإنجليزية: Gordon Hayward) مواليد 23 مارس 1990 في إنديانابوليس، هو لاعب كرة سلة أمريكي بدأ مسيرته الاحترافية في سنة 2010 حيث تم اختياره من قبل فريق يوتاه جاز خلال الدرافت، يلعب مع فريق يوتاه جاز في الرابطة الوطنية لكرة السلة ويحمل الرقم 20. يبلغ طوله 6 قدم 8 بوصة (2.0 م).

## إحصائيات المسيرة

### الموسم الاعتيادي
| السنة   | الفريق    | لعب | بدأ | دقيقة | ميداني% | ثلاثية | حرة  | ارتداد | صنع | استلاب | تصدي | نقطة |
| ------- | --------- | --- | --- | ----- | ------- | ------ | ---- | ------ | --- | ------ | ---- | ---- |
| 2010–11 | يوتاه جاز | 72  | 17  | 16.9  | .485    | .473   | .711 | 1.9    | 1.1 | .4     | .3   | 5.4  |
| 2011–12 | يوتاه جاز | 66  | 58  | 30.5  | .456    | .346   | .832 | 3.5    | 3.1 | .8     | .6   | 11.8 |
| 2012–13 | يوتاه جاز | 72  | 27  | 29.2  | .435    | .415   | .827 | 3.1    | 3.0 | .8     | .5   | 14.1 |
| 2013–14 | يوتاه جاز | 77  | 77  | 36.4  | .413    | .304   | .816 | 5.1    | 5.2 | 1.4    | .5   | 16.2 |
| 2014–15 | يوتاه جاز | 76  | 76  | 34.4  | .445    | .364   | .812 | 4.9    | 4.1 | 1.4    | .4   | 19.3 |
| 2015–16 | يوتاه جاز | 80  | 80  | 36.2  | .433    | .349   | .824 | 5.0    | 3.7 | 1.2    | .3   | 19.7 |
| المسيرة |           | 443 | 335 | 30.8  | .438    | .360   | .815 | 4.0    | 3.4 | 1.0    | .4   | 14.6 |

### التصفيات
| السنة   | الفريق    | لعب | بدأ | دقيقة | ميداني% | ثلاثية | حرة   | ارتداد | صنع | استلاب | تصدي | نقطة |
| ------- | --------- | --- | --- | ----- | ------- | ------ | ----- | ------ | --- | ------ | ---- | ---- |
| 2012 ‏   | يوتاه جاز | 4   | 4   | 30.8  | .182    | .083   | 1.000 | 2.8    | 3.0 | .8     | .0   | 7.3  |
| المسيرة |           | 4   | 4   | 30.8  | .182    | .083   | 1.000 | 2.8    | 3.0 | .8     | .0   | 7.3  |

## روابط خارجية
- غوردون هايوارد على موقع الاتحاد الدولي لكرة السلة (الإنجليزية)
- غوردون هايوارد على موقع إن بي أي (الإنجليزية)
- غوردون هايوارد على موقع سبورتس رفرنس (الإنجليزية)
- غوردون هايوارد على موقع كرة السلة الأوروبية.كوم (الإنجليزية)
- غوردون هايوارد على موقع إي إس بي إن.كوم (الإنجليزية)
- غوردون هايوارد على موقع كلية كرة السلة في سبورتس رفرنس.كوم (الإنجليزية)
- غوردون هايوارد على موقع ريلجم (الإنجليزية)
- غوردون هايوارد على موقع بروبوليرز (الإنجليزية)